# 姜鎮
姜鎮，一譯德昌市，是非洲中西部國家喀麥隆的城市，由西部省負責管轄，位於該國西北部，距離首都雅溫得約400公里，海拔高度1,380米，市区内有公立综合性大学德昌大学，2012年人口約7.6万。